# Catagramma magnifica
Catagramma magnifica är en fjärilsart som beskrevs av Hans Fruhstorfer. Catagramma magnifica ingår i släktet Catagramma och familjen praktfjärilar. Inga underarter finns listade i Catalogue of Life.